# بخش پورولیا
بخش پورولیا (به انگلیسی: Purulia district) یک منطقهٔ مسکونی در هند است که در بخش مدینی‌پور واقع شده‌است. بخش پورولیا ۶٬۲۵۹ کیلومتر مربع مساحت و ۲٬۹۳۰٬۱۱۵ نفر جمعیت دارد.